# فارمان إف 60 جالوت
فارمان إف 60 جالوت (بالإنجليزية: Farman F.60 Goliath)‏ هي طائرة خطوط جوية أنتجت في فرنسا. من صناعة فارمان للطائرات. كان أول طيران لها في 1919. انتهت خدمتها في 1931. صنع منها 60 طائرة. كان له دور في إنشاء شركات الطيران والطرق التجارية في وقت مبكر في أوروبا بعد الحرب العالمية الأولى. .